# Малий виличний м'яз
Малий виличний м'яз (лат. Musculus zygomaticus minor) починається від передньої поверхні виличної кістки і бічного краю м'яза – підіймача верхньої губи та вплітається в шкіру кута рота і верхньої губи; підіймає кут рота і тягне його вбік, поглиблює носо-губну складку, є допоміжним м'язом сміху.